# Cristian Montecinos
Cristian Montecinos (Talca, 29 de dezembro de 1970) é um ex-futebolista chileno que atuava como atacante.

## Carreira
Cristian Montecinos integrou a Seleção Chilena de Futebol na Copa América de 2001.